# Мендонса, Жозе Толентину
Жозе́ Толенти́ну Мендо́нса (порт. José Tolentino Calaça de Mendonça; род. 15 декабря 1965, Машику, Португалия) — португальский куриальный кардинал, поэт, богослов. Титулярный архиепископ Суавы с 26 июня 2018 по 5 октября 2019. Архивариус Ватиканского Секретного Архива и Библиотекарь Святой Римской Церкви с 1 сентября 2018 по 26 сентября 2022. Префект Дикастерии культуры и образования с 26 сентября 2022. Кардинал-дьякон с титулярной диаконией Санти-Доменико-э-Систо с 5 октября 2019.

## Биография
Родился на острове Мадейра. Изучал богословие. Принял священнический сан в 1990 году. Продолжил теологическое обучение в Риме. Преподавал в Португальском католическом университете. В 2011 году был назначен канцлером Папского совета по культуре в Ватикане. В 2011-2012 годах преподавал в Нью-Йоркском университете.
Перевёл Песнь Песней и Книгу Руфь.

## Кардинал
1 сентября 2019 года Папа Франциск, во время чтения Angelus объявил о возведении в кардиналы 13 прелатов, среди них монсеньор Жозе Толентину Мендонса.

## Стихотворения
- Os Dias Contados/ Сочтённые дни (1990)
- Longe não sabia (1997)
- A que distância deixaste o coração (1998)
- Baldios (1999)
- De Igual para Igual (2000)
- A Estrada Branca (2005)
- A Noite abre os meus Olhos/ Ночь открывает мне глаза (2006)
- O Viajante sem Sono (2009)
- O Tesouro Escondido/ Тайное сокровище (2011)
- Pai-Nosso que estais na terra (2011)
- Estação Central (2012)

## Театр
- Perdoar Helena (2005)

## Эссе
- As estratégias do desejo: um discurso bíblico sobre a sexualidade (1994; 2-е изд. 2003)
- A construção de Jesus: uma leitura narrativa de LC 7,36-50 (2004)
- A leitura infinita. Bíblia e Interpretação (2008)
- O hipopótamo de deus e outros textos: cristianismo e cultura (2010)

## Признание
Премия ПЕН-клуба Португалии (2004), литературная премия Фонда Инес де Кастро (2009) и др. Стихи переведены на английский, испанский, итальянский языки.